# قهرمان (فیلم ۲۰۱۵)
قهرمان (به هندی: Hero) فیلمی محصول سال ۲۰۱۵ و به کارگردانی نیکیل آدوانی است. در این فیلم بازیگرانی همچون سورج پانچولی، عطیه شتی، آدیتای پانچولی، شاراد کلکار، آنیتا حسناندانی ریدی، ویوان بهاتنا، چتان هانسراج و سلمان خان ایفای نقش کرده‌اند.